# 李佛摩 (科羅拉多州)
利弗莫爾（英語：Livermore）是位於美國科羅拉多州拉里默爾縣的一個非建制地區。該地的面積和人口皆未知。

## 地理
利弗莫爾的座標為40°47′40″N 105°13′00″W / 40.79444°N 105.21667°W，而該地的平均海拔高度為1797米（即5897英尺）。